# Floortje Bol
Floortje Bol (Den Haag, 12 maart 2007) is een voetbalspeelster uit Nederland. Ze speelt als aanvaller voor ADO Den Haag in de Vrouwen Eredivisie.

## Clubcarrière
Bol begon op zesjarige leeftijd met voetballen bij SV Leidschenveen. Op achtjarige leeftijd maakte ze al twee jaar onderdeel uit van een talentenselectie van Ajax. Via een teamgenote komt ze te spelen voor VV UDO dat later fuseert in FC Oegstgeest. In 2021 stapte Bol over naar de jeugdopleiding van eredivisionist ADO Den Haag. In het seizoen 2023/24 werd Bol doorgeschoven van ADO Den Haag -17 naar Jong ADO Den Haag, waar ze het vooral moest doen met een rol als invalster. Uit bij Jong Telstar scoorde ze haar eerste hattrick. Tot begin 2024 maakte Bol deel uit van jeugdselecties van de Hagenezen.
Mede door blessureleed bij eerste spits Lobke Loonen, werd Bol in de eerste seizoenshelft van het seizoen 2024/25 tijdelijk overgeheveld naar de eerste selectie van ADO Den Haag. Op 6 oktober 2024 maakte Bol in een thuiswedstrijd tegen Feyenoord haar debuut in de Vrouwen Eredivisie door in de 64ste minuut in te vallen voor Lauren Glotzbach. Diezelfde maand kreeg ze speelminuten in een oefenwedstrijd tegen Indonesië waar tegen ze vijf keer tot scoren wist te komen. In november 2024 maakte Bol definitief de overstap naar de hoofdmacht van de club uit de Hofstad. Bol maakte op 8 december 2024 haar basisdebuut voor ADO Den Haag in een thuiswedstrijd tegen Excelsior. In deze wedstrijd wist ze tevens haar eerste doelpunt in de Vrouwen Eredivisie te maken. Op 24 januari 2025 werd de ontwikkeling van Bol beloond met haar eerste profcontract. Ze tekende een verbintenis tot medio 2026 met de optie voor nog een jaar.

## Statistieken
| Seizoen | Club         | Competitie         | Competitie | Competitie | Beker | Beker | Overig | Overig | Totaal | Totaal |
| Seizoen | Club         | Competitie         | Wed.       | Dlp.       | Wed.  | Dlp.  | Wed.   | Dlp.   | Wed.   | Dlp.   |
| ------- | ------------ | ------------------ | ---------- | ---------- | ----- | ----- | ------ | ------ | ------ | ------ |
| 2024/25 | ADO Den Haag | Vrouwen Eredivisie | 8          | 1          | 0     | 0     | 0      | 0      | 8      | 1      |
| Totaal  | Totaal       | Totaal             | 8          | 1          | 0     | 0     | 0      | 0      | 8      | 1      |

Bijgewerkt t/m 23 januari 2025.

## Interlandcarrière
Bol werd in 2022 voor het eerst als jeugdinternational geselecteerd voor Nederland -15. Een jaar later werd ze eveneens opgenomen in de voorlopige selectie van Nederland -17.
1 Lorsheijd ·
2 Vonk ·
3 Noordermeer ·
4 Pijnacker Hordijk ·
5 Nelemans ·
6 Raaijmakers  ·
7 Van Raay ·
8 Van den Goorbergh ·
9 Loonen ·
10 Van Oosten ·
11 Viehoff ·
14 Remmers ·
15 Van den Ende ·
16 Grimmius ·
18 Glotzbach ·
19 Boerboom ·
20 Van Mierlo ·
21 Burgers ·
23 Dupon ·
24 Van Egmond ·
35 Bol ·
Coach: Glotzbach
Assistent-coach: Van Tol